# Синьокоремна синявица
Синьокоремната синявица (Coracias cyanogaster) е вид птица от семейство Coraciidae.

## Разпространение и местообитание
Разпространен е в Бенин, Буркина Фасо, Гамбия, Гана, Гвинея, Гвинея-Бисау, Камерун, Демократична република Конго, Кот д'Ивоар, Мали, Нигер, Нигерия, Сенегал, Сиера Леоне, Судан, Того, Централноафриканската република и Южен Судан.